# Brachypronomaea
Brachypronomaea is een geslacht van kevers uit de familie van de kortschildkevers (Staphylinidae).

## Soorten
- Brachypronomaea esakii Sawada, 1956
- Brachypronomaea marchemarchadi (Jarrige, 1959)
- Brachypronomaea nosybiana (Jarrige, 1959)
- Brachypronomaea sawadai Jarrige, 1964